# Hermann Knorr
Hermann Knorr (* 16. September 1897 in Neckargemünd; † 2. Januar 1976 in Heidelberg) war ein südwestdeutscher Landespolitiker der SPD, sowie Mitbegründer, Mitherausgeber und Chefredakteur der Rhein-Neckar-Zeitung.

## Leben
1922 legt Knorr seine Dissertation Betrachtungen über die deutschen Parteiorganisationen im Hinblick auf die Entwicklung des englischen Parteiwesens an der Philosophischen Fakultät der Heidelberger Universität vor.
Von 1932 bis 1933 war er für die SPD Mitglied des Landtages der Republik Baden (4. Wahlperiode). Nach Ende des Zweiten Weltkrieges und Gründung der Bundesrepublik  trat Knorr bereits bei den Landtagswahlen im November 1946 als Spitzenkandidat der Landes-SPD für den Landtag von Württemberg-Baden im damaligen Landkreis Heidelberg an. Als Nachrücker für Hermann Veit, der sein Mandat am 12. Januar 1951 niedergelegt hatte, wurde er nochmals Abgeordneter.
Zusammen mit Rudolf Agricola (KPD) und Theodor Heuss (DVP/FDP) erhielt Hermann Knorr am 5. September 1945 von der US-amerikanischen Militärverwaltung die Lizenz zur Herausgabe einer Tageszeitung. Gemeinsam gründeten sie die in Heidelberg erscheinende Rhein-Neckar-Zeitung (RNZ), die erste Zeitung nach Kriegsende in Württemberg-Baden. Kritik an Restauration und Westintegration in den drei von den Westmächten besetzten Zonen und offen ausgesprochene Zweifel an der Tragfähigkeit der demokratischen Entwicklung (siehe Zitat) führten zwei Jahre später dazu, dass die Militärregierung der US-amerikanischen Besatzungszone am 31. August 1948 Agricola die Lizenz wieder entzog und er in die Sowjetische Besatzungszone überwechselte und eine Dozentur an der Universität Halle annahm. Am 19. April 1952 übernahm Knorr nach längeren Auseinandersetzungen auch den Geschäftsanteil von Theodor Heuss, der aufgrund seiner 1949 erfolgten Wahl zum Bundespräsidenten gemäß Artikel 55 des Grundgesetzes kein Erwerbsunternehmen mehr leiten durfte und Knorr blieb somit als einziger Herausgeber übrig.
Hermann Knorrs Nachfolger als Verlagsleiter, Chefredakteur und Mitherausgeber der Rhein-Neckar-Zeitung wurde sein Sohn Winfried Knorr, sein Sohn Ludwig Knorr war ebenfalls Geschäftsführer und ist bis heute Gesellschafter. Hermann Knorrs Enkel Joachim Knorr leitet das Unternehmen heute zusammen mit Inge Höltzcke (Tochter von Ludwig Knorr) in dritter Generation.

## Zitat
„Wenn den Deutschen stilles Gruseln überläuft, sobald ihm das Wort „Demokratie“ in den Ohren klingt, dann sind die Parteien schuld daran.“

## Ehrungen
- 1967: Großes Verdienstkreuz der Bundesrepublik Deutschland